# Wezeren
Wezeren is een dorp in de Belgische provincie Vlaams-Brabant en een deelgemeente van Landen. Wezeren was een zelfstandige gemeente tot aan de gemeentelijke herindeling van 1965.

## Etymologie
De plaats werd voor het eerst vermeld in 1108 als Wesere. Vanaf 1262 is er ook sprake van Walschweseren, of in Latijnse vorm Wesere gallicorum (1308).
Wezeren is een oude waternaam, met in de naam het Indo-Europese wes- ("uitbuigend"). Het dorp ligt immers aan een opvallende bocht van de Zevenbronnenbeek. De naam is vergelijkbaar met Wezer, nu Melkwezer.

## Demografische ontwikkeling
- Bronnen:NIS, Opm:1831 tot en met 1961=volkstellingen

## Bezienswaardigheid
- de Sint-Amanduskerk, een zeldzaam voorbeeld van de romaans-gotische overgangsstijl met een altaar uit de tijd van de Merovingen of zuiver romaans.

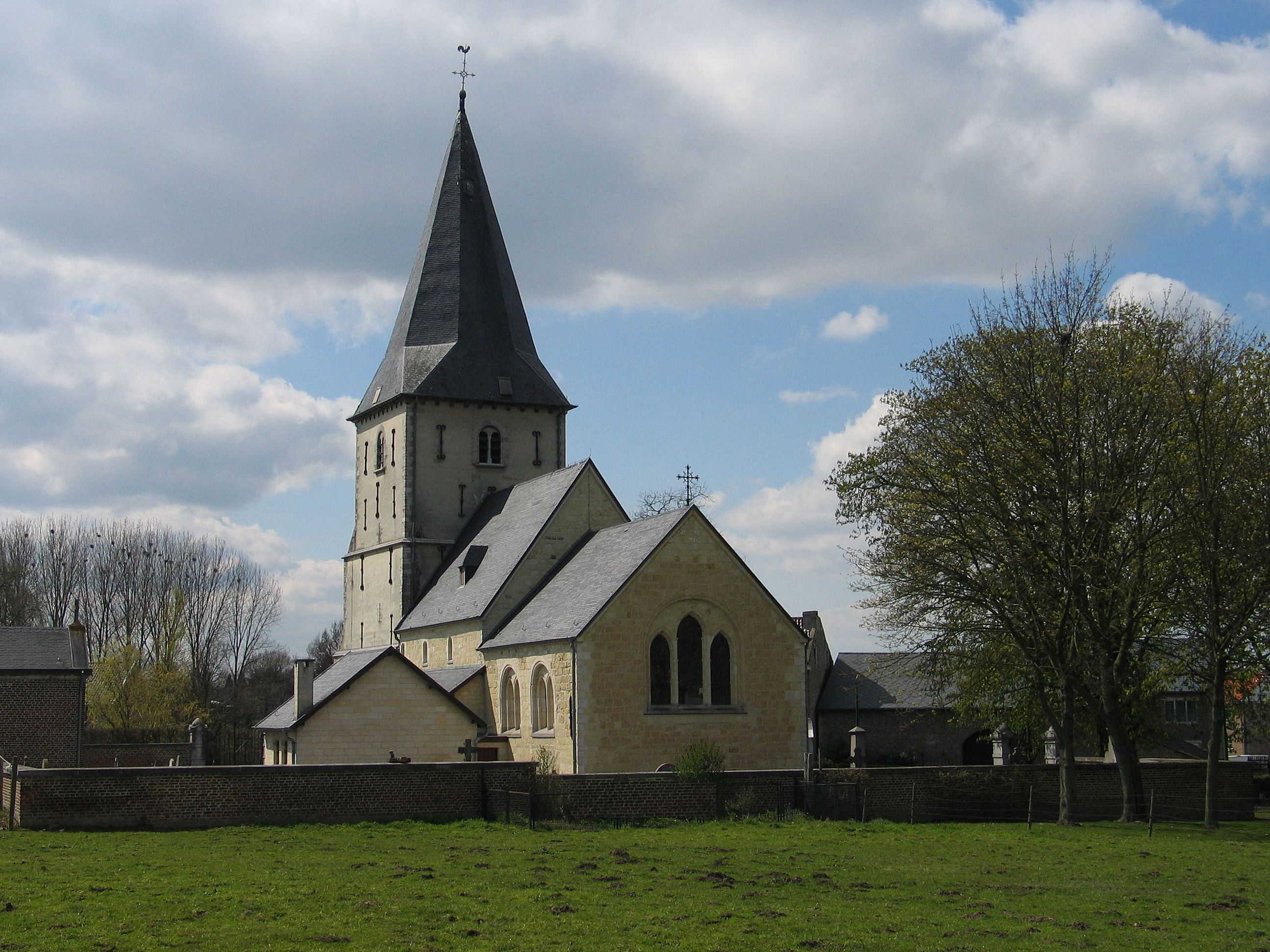
De Sint-Amanduskerk

## Natuur en landschap
Wezeren ligt in Droog-Haspengouw op een hoogte van 92 meter (kerk) tot 116 meter. De Zevenbronnenbeek loopt langs Wezeren.

## Nabijgelegen kernen
Walshoutem, Montenaken, Gingelom, Walsbets
Deelgemeenten: Attenhoven · Eliksem · Ezemaal · Laar · Landen · Neerlanden · Neerwinden · Overwinden · Rumsdorp · Waasmont · Walsbets · Walshoutem · Wange · Wezeren

Belgische gemeenten · Arrondissement Leuven · Vlaams-Brabant · Vlaanderen